# Market Impact
Auf Finanzmärkten bezeichnet Market Impact (zu deutsch etwa Markteinfluss) den Einfluss, den ein Marktteilnehmer auf den Preis eines Finanztitels hat, wenn er diesen kauft oder verkauft. Der Effekt bedingt eine Preisveränderung gegen die Interessen des Marktteilnehmers, Preissteigerungen bei Käufen (durch Erhöhung der Nachfrage) und Preisverfall bei Verkäufen (durch Erhöhung des Angebots).
Besonders für große Investoren, zum Beispiel Investmentfonds, ist der Market Impact eine Größe, die bei Entscheidungen über Transaktionen am Finanzmarkt berücksichtigt werden muss. Wenn der zu bewegende Geldbetrag im Vergleich zum Umsatz des betreffenden Finanztitels groß ist, dann kann der Market Impact mehrere Prozentpunkte ausmachen und muss neben anderen Transaktionskosten betrachtet werden.
Ein Marktteilnehmer, der seinen Market Impact begrenzen möchte, muss die Geschwindigkeit seiner Aktivitäten drosseln, um eine Beeinflussung des Marktpreises zu vermeiden.